# Tomas Delininkaitis
Tomas Delininkaitis (Klaipeda, 11 de junho de 1982) é um basquetebolista profissional lituano, atualmente joga no Vytautas da Lituânia.